# William Huskisson

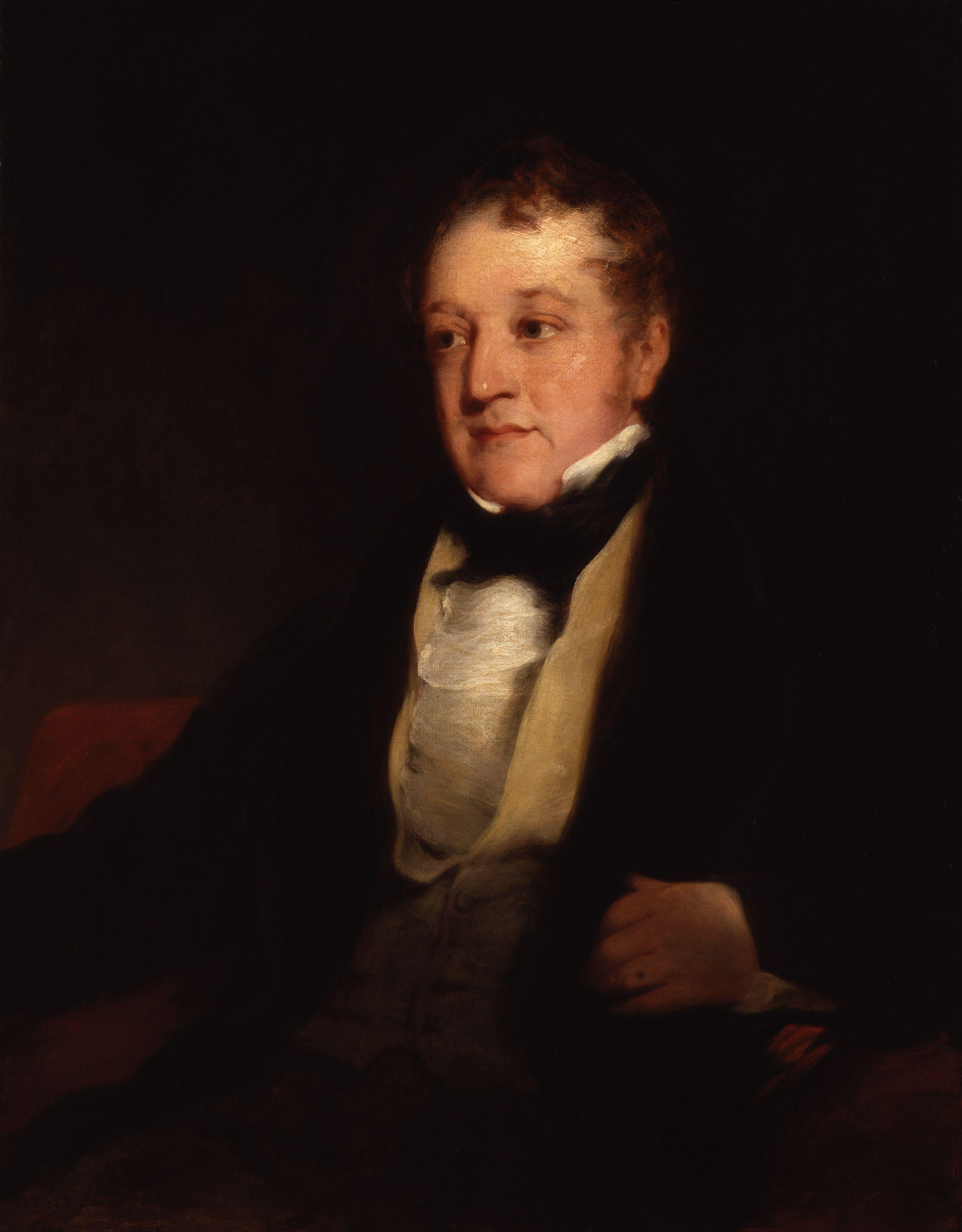
William Huskisson, von Richard Rothwell (National Portrait Gallery, London)

William Huskisson (* 11. März 1770 in Birtsmorton Court, Worcestershire; † 15. September 1830 in Eccles) war britischer Abgeordneter und Minister. Huskisson unterstützte den Bau der Liverpool and Manchester Railway. Bekannt geworden ist er als erstes prominentes Todesopfer bei einem Eisenbahnunfall, der sich anlässlich der Eröffnung der Strecke ereignete, als er von der Lokomotive The Rocket erfasst wurde und wenige Stunden später seinen Verletzungen erlag.

## Leben

### Jugend

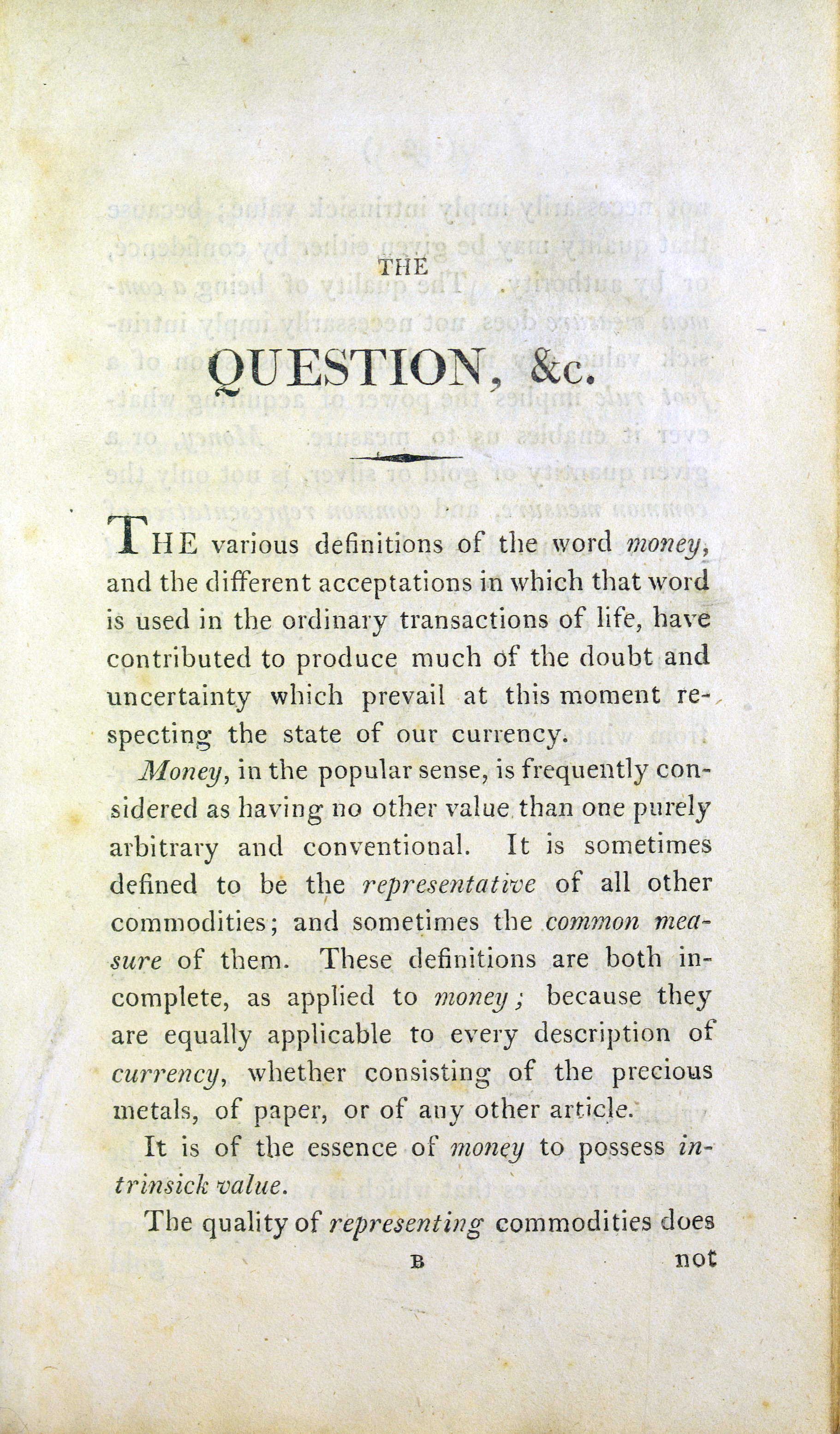
Question concerning the depreciation of our currency, 1810

Huskisson war der Sohn von William und Elizabeth Huskisson, begüterten Landeigentümern in Staffordshire. William Huskisson war sein Leben lang sehr anfällig für Erkrankungen. Er hatte noch drei Brüder. Als sein Vater zum zweiten Mal heiratete, wurde William zusammen mit einem seiner Brüder nach Paris zu seinem Großonkel mütterlicherseits, Dr. Richard Gem, geschickt, der bei der britischen Botschaft als Arzt tätig war. Dieser übernahm für die beiden Jungen die Vaterrolle. William sprach nach wenigen Monaten fließend Französisch.
William Huskisson zeigte eine hohe Begabung für Mathematik und interessierte sich für soziale Fragen, für Politik und das Theater, wofür Paris in der Zeit der Französischen Revolution ein weites Feld des Studiums bot. Er war Augenzeuge des Sturms auf die Bastille wurde Mitglied des Club de 1789, der sich für eine Umwandlung Frankreichs in eine konstitutionelle Monarchie einsetzte. Aus Neugier besuchte er auch einmal den Jakobinerklub. Über seinen Ziehvater lernte er Benjamin Franklin und Thomas Jefferson kennen.
Am 29. August 1790 hielt er im Club de 1789 eine vielbeachtete Rede über die Ausgabe von Assignaten durch die französische Regierung, die ihm den Ruf einbrachte, Finanzexperte zu sein. Von 1790 bis 1792 arbeitete er für den Marquess of Stafford, den damaligen britischen Botschafter. Seine Sympathie für die Französische Revolution kühlte sich mit deren zunehmender Gewalttätigkeit ab. Beim Sturm der Sansculottes auf die Tuilerien am 10. August 1792 flüchtete sich Jean Louis Quentin de Richebourg, Marquis de Champcenetz, in die Wohnung William Huskissons in der britischen Botschaft. Die beiden kannten sich flüchtig. Es gelang Huskisson, die Flucht des Marquis de Champcenetz nach Großbritannien erfolgreich zu ermöglichen. Paris wurde nun ein definitiv zu heißes Pflaster und Huskisson kehrte noch 1792 im Gefolge des Marquess of Stafford nach London zurück.

### Familie
Am 6. April 1799 heiratete William Huskisson Emily Milbanke († April 1856), die jüngste Tochter von Admiral Mark Milbanke, dem Kommandeur des Hafens von Portsmouth. Die Ehe blieb kinderlos.

### Politiker
Der Marquess of Stafford ermöglichte Huskisson in England den Einstieg in die Politik, indem er ihm einen Posten in der Verwaltung besorgte und ihn mit Politikern bekannt machte, darunter Innenminister Henry Dundas und Premierminister William Pitt dem Jüngeren. Da Huskisson fließend Französisch sprach, beauftragte ihn Dundas im Januar 1793 mit der Durchsetzung des Alien Act, der den Umgang mit hauptsächlich französischen Flüchtlingen regelte. Anschließend wurde er Assistent von Evan Nepean, dem Stellvertretenden Minister für Krieg und Kolonien. Huskisson bewährte sich, so dass Pitt ihn 1795 beim Ausscheiden von Nepean selbst zum stellvertretenden Amtschef dieses Ministeriums ernannte.
1796 wurde er zum Parlamentsabgeordneten des Wahlkreises Morpeth gewählt. Er schloss sich den Tories an. Seinen Lebensunterhalt bestritt er aus dem Verkauf der elterlichen Ländereien und zweier ihm in dieser Zeit zufallender Erbschaften, eine davon die seines Großonkels, Dr. Gem.
Nach Pitts Rücktritt 1801 gab er seine Stellung im Kriegs- und Kolonialministerium und seinen Parlamentssitz auf. Ab 1804, als Pitt wieder im Amt war, vertrat Huskisson den Wahlkreis Liskeard, ab 1806 Harwich, und war bis zu Pitts Tod im Januar 1806 als Finanzminister (Secretary of the Treasury) tätig. Seine Hauptaktivität bestand darin, das Verhältnis des Staates zur Bank of England neu zu regeln. In dieser Zeit war er Teil einer Gruppierung innerhalb der Tories, die sich um George Canning sammelte. Er gehörte damit dem liberalen Flügel der Tories an. Diese standen für eine moderate Parlamentsreform und die Emanzipation der Katholiken. Sie stützten sich auf die wachsende Mittelschicht, die in Handel und Industrie tätig war.
1810 veröffentlichte er eine Schrift über das Währungssystem, was seinen Ruf als fähigster Finanzexperte seiner Zeit bestätigte, doch seine Freihandelsprinzipien widersprachen denen der Mehrheit seiner Partei. 1812 kehrte Huskisson als Abgeordneter von Chichester ins Parlament zurück. Außerdem nahm er die Geschäfte für George Canning in Liverpool wahr. George Canning war 1812 zum Vertreter von Liverpool im Unterhaus gewählt worden, erhielt aber kurz darauf den Posten des britischen Botschafters in Lissabon. Huskisson vertrat so zeitweise die Interessen beider Wahlkreise. 1823 folgte er dann Canning im Parlamentsmandat für Liverpool nach.
Ab 1814 führte er die Verwaltung für Wälder und Forste (First Commissioner of Woods and Forests). Bei den Debatten um die Corn Laws nahm er 1814/15 eine führende Position ein und sprach sich zunächst für diese Gesetze aus, die die teure inländische Getreideproduktion vor billigen Importen schützten und so den Preis für Getreide – sehr zum Nachteil für Verbraucher, aber zum Vorteil für die Grundeigentümer – hoch hielt.

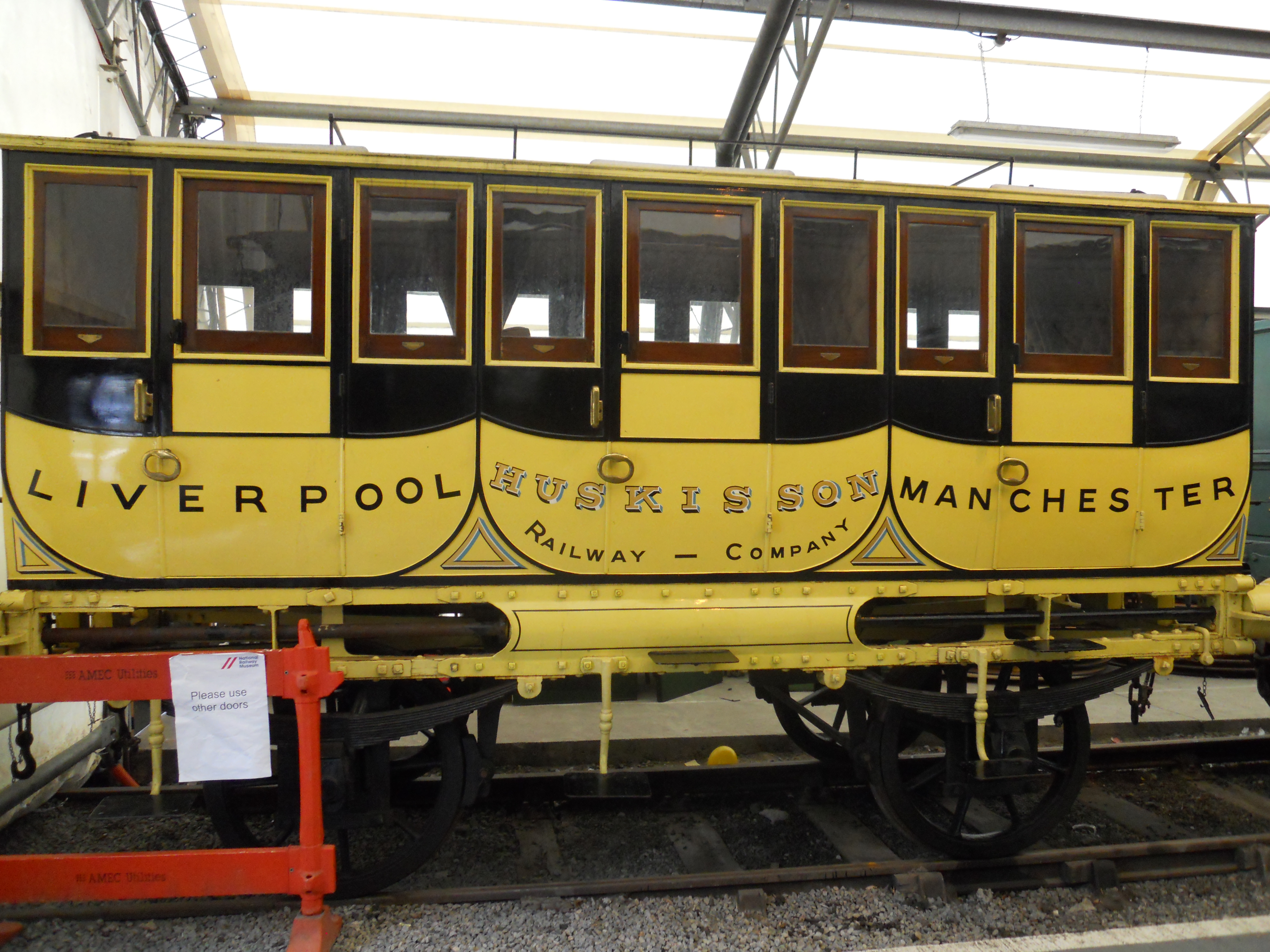
Nachbau eines Wagens 1. Klasse der Liverpool and Manchester Railway, benannt nach William Huskisson von 1834

1823 wurde Huskisson Präsident des Board of Trade, also Wirtschafts- und Handelsminister. Seine Zuständigkeit erstreckte sich damit auch auf die entstehenden Eisenbahnen – zunächst Grubenbahnen, die Kohle von den Bergwerken zu Kanälen transportierten, in der Regel noch mit von Pferden gezogenen Wagen. Seine Haltung gegenüber den „Corn Laws“ hatte sich mittlerweile gewandelt und er gehörte nun dem Lager an, das diese lockern oder beseitigen wollte. In einem Brief vom November 1823 kritisierte Huskisson William Wilberforce und seine abolitionistische Gesellschaft, deren Agitation er für die Sklavenaufstände in Demerara verantwortlich machte.
Der Brief wurde im April 1824 in The Times veröffentlicht.
Im Frühjahr 1827 schien seine politische Karriere neuen Höhen zuzustreben: Sein Förderer, George Canning, wurde Premierminister des Vereinigten Königreichs und Huskisson blieb Präsident des Board of Trade. Der erhoffte Karriereschub aber blieb aus: George Canning starb bereits nach 120 Tagen Amtszeit, die kürzeste, die ein britischer Premierminister bis zum Rücktritt von Liz Truss im Jahr 2022 nach nur 49 Tagen Amtszeit innehatte. Sein Nachfolger, Frederick John Robinson, 1. Viscount Goderich übernahm Huskisson als Kriegs- und Kolonialminister. Aber auch der neue Premierminister trat schon bald zurück, im Mai 1828. Nachfolger wurde der erzkonservative Herzog von Wellington. Er behielt den „linken“ Tory Huskisson in gleicher Funktion in seinem Kabinett, um die Flügel der Partei zusammen zu halten. Eine Zusammenarbeit scheiterte aber schon bald an Differenzen zur Parlamentsreform, Huskisson überzog seine Position und musste schließlich am 19. Mai 1829 von seinem Ministerposten zurücktreten. Sowohl in seiner Zeit als Minister als auch danach unterstützte er das Projekt der Liverpool and Manchester Railway.

### Tod

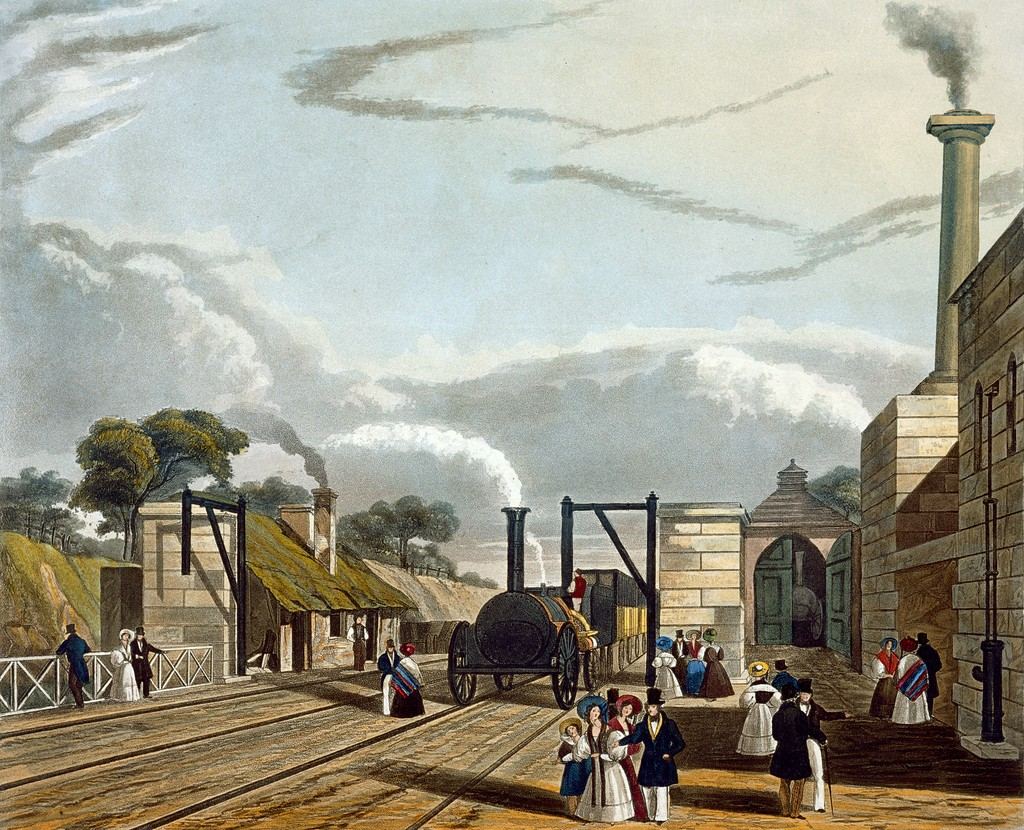
Bahnhof Parkside, Ort des tödlichen Unfalls von William Huskisson

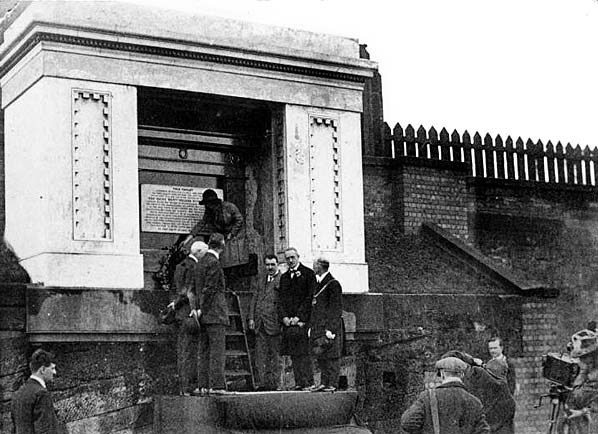
Denkmal an der Unfallstelle – Einweihung 1913

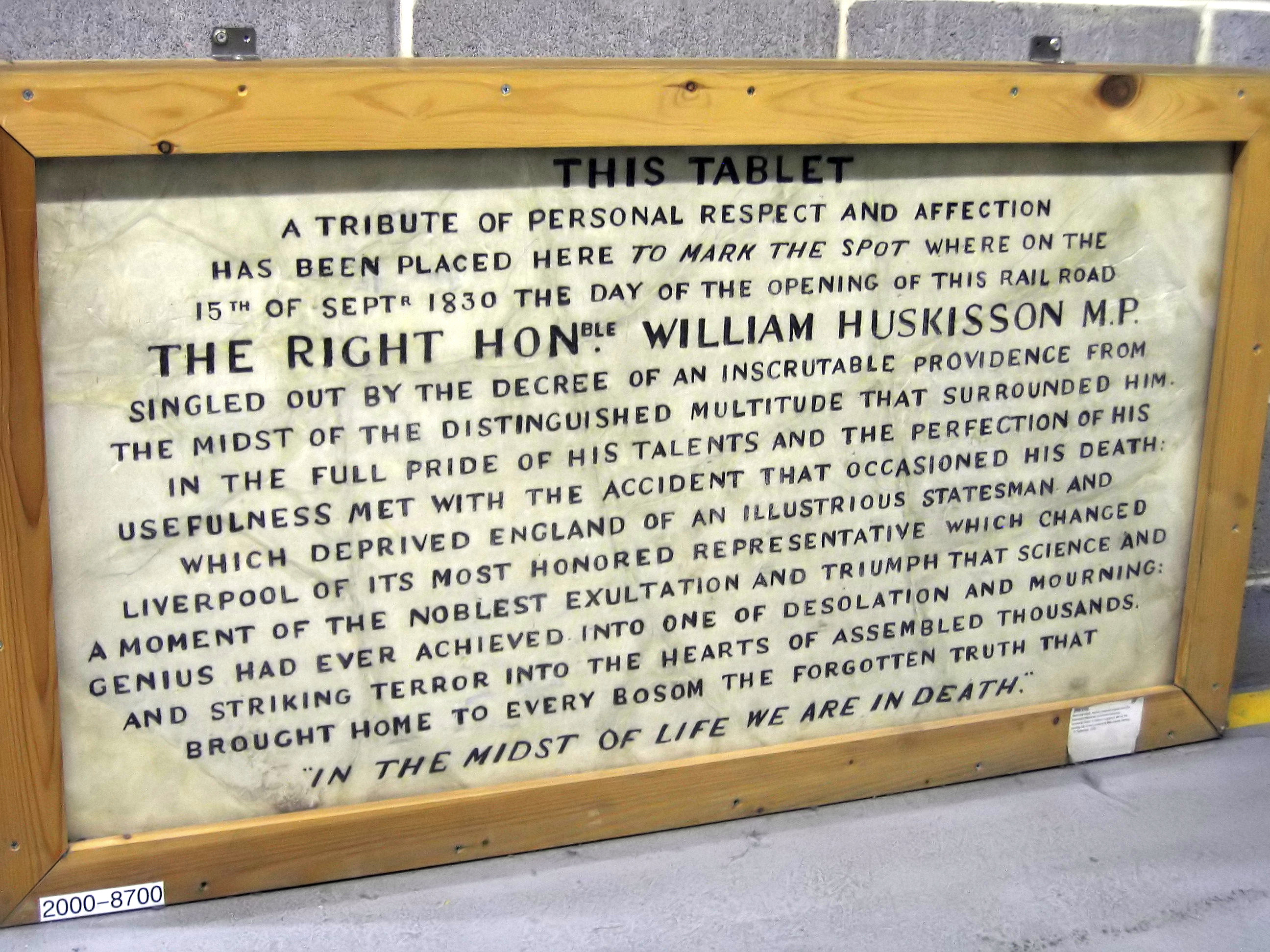
Gedenktafel für William Huskisson, heute im National Railway Museum, York

William Huskisson war der erste Prominente, der bei einem Eisenbahnunfall getötet wurde, als er am 15. September 1830 als Ehrengast und Parlamentsabgeordneter von Liverpool an der Eröffnungsfahrt der Liverpool and Manchester Railway teilnahm. In der Literatur wird er unzutreffender Weise auch als der erste genannt, der bei einem Eisenbahnunfall überhaupt zu Tode kam. Er wurde auf dem St James Cemetery in Liverpool beigesetzt. Der Andrang zur Beisetzung war so groß, dass im Vorfeld für die verschiedenen Teile des Friedhofs unterschiedliche Eintrittskarten ausgegeben werden mussten. Der Trauerzug zum Friedhof selbst war 2 km lang.

## Gedenken

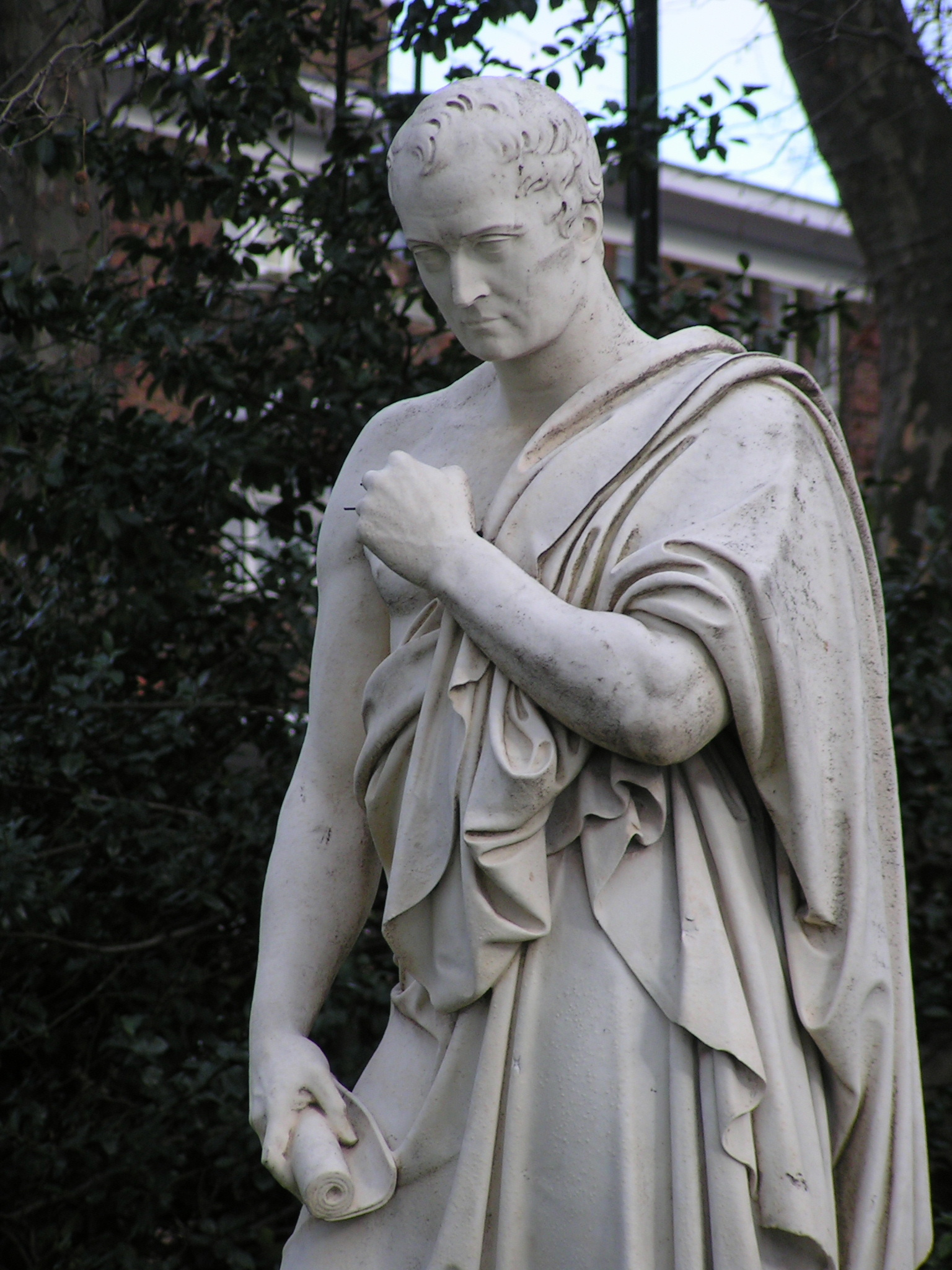
Marmorstatue des William Huskisson in den Pimlico Gardens in London

Über seinem Grab wurde eine Marmorstatue von John Gibson errichtet, die William Huskisson in Kleidung und Pose eines antiken römischen Senators zeigt. Die Statue wurde später in die Pimlico Gardens in London transloziert.
Die Witwe von Huskisson ließ eine von John Gibson gefertigte Bronzestatue vor dem Zollhaus in Liverpool am Canning Place aufstellen. Das Zollhaus wurde im Zweiten Weltkrieg durch deutsche Bomben zerstört und die Bronzeplastik wurde in die Nähe der Princes Road Synagogue gestellt. Bei Auseinandersetzungen 1981 wurde der Kopf der Statue abgetrennt und 1984 in einem Park wiedergefunden.
Verschiedene geografische Objekte sind nach Huskisson benannt:
- der Fluss Huskisson River in Tasmanien, Australien
- Die Stadt Huskisson in New South Wales in Australien
- die Ortschaft Huskisson Parish in New Brunswick in Kanada
- das Huskisson Dock am River Mersey in Liverpool
- der ehemalige Bahnhof Huskisson in der Umgebung des gleichnamigen Docks
- der ehemalige Bahnhof Huskisson der Liverpool Overhead Railway in der Nähe des gleichnamigen Docks